# 1590 год в литературе

## События
- Мишель де Монтень отклонил предложение французского короля Генриха IV (с которым ранее вёл переписку) стать его советником.

## Книги

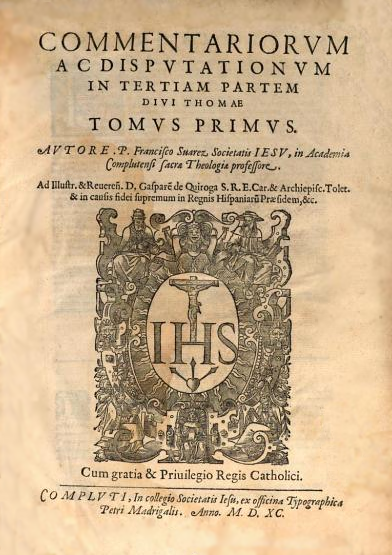
Commentariorum ac disputationum in tertiam partem divi Thomae (1590).

- Франсиско Суарес издал книгу Commentariorum ac disputationum in tertiam partem divi Thomae.
- Опубликован незавершённый роман Филипа Сидни «Аркадия».
- Вышел том стихов «Fragmenta albo Pozostałe pisma» Яна Кохановского.
- Опубликовано первое издание аллегорической рыцарской поэмы «Королева фей» Эдмунда Спенсера.

## Родились
- 6 января — Каспари Дружбицкий, польский духовный писатель (умер в 1662).
- 18 марта — Мануэл де Фария-и-Соза, португальский историк, писатель и поэт (умер в 1649).
- 17 апреля — Иоганн Рудольф Шмидт, австрийский переводчик, поэт (умер в 1667).
- 24 июня — Самуэль Ампцинг, голландский поэт (умер в 1632).
- Ричард Бром, английский писатель и драматург (умер в 1653).
- Уильям Броун, английский поэт (умер в 1645).
- Теофиль де Вио, французский писатель (умер в 1626).
- Мацей Глосковский, польский поэт и переводчик (умер в 1658).
- Даниэль де Прьезак, французский писатель (умер в 1662).
- Сармад Кашани, персоязычный поэт и мистик (умер в 1661).
- Шарль Эрсан, французский священник и писатель-публицист (умер в 1661).

## Скончались
- 7 января — Якоб Андреэ, немецкий теолог, один из авторов «Формулы Согласия» (родился в 1528).
- 4 февраля — Джозеффо Царлино, итальянский теоретик музыки, автор трактата «Основы гармоники» в четырёх книгах — крупнейшее достижение музыкальной науки в Италии XVI века (родился в 1517).
- 5 февраля — Бернардино де Саагун, испанский миссионер, францисканец, историк и лингвист, работавший в Мексике. Автор множества сочинений как на испанском языке.
- 12 февраля — Франсуа Отман, французский полемист и знаток латинской литературы (родился в 1524).
- 28 августа — Гийом Дю Бартас, французский религиозный поэт (родился в 1544).
- 23 ноября — Андре Теве, французский путешественник, переводчик, писатель (родился в 1516).
- 5 декабря — Иоганн Хаберманн, немецкий теолог, христианский писатель (родился в 1516).
- Балтазар Баттьяни, венгерский государственный деятель и гуманист, библиофил, полиглот и покровитель книгопечатания в Венгрии.
- Луиш Перейра Брандан, португальский поэт (родился в 1540).
- Адриано Валерини, итальянский актёр, прозаик, драматург.
- Ван Шичжэнь, китайский писатель и поэт (родился в 1526).
- Робер Гарнье, французский драматург (родился в 1534).
- Лоренцо Капеллони, итальянский новеллист (родился в 1510).
- Гильом Параден, французский церковный историк, автор ряда работ на французском и латинском языках (родился в 1510).
- Этьен Табуро, французский поэт (родился в 1547).
- Мартин Уяздовский, польский богослов, поэт и духовный писатель.
- Никола Фавье, французский публицист (родился в 1538).
- Филипп-Никодим Фришлин, немецкий поэт (родился в 1547).